# La Dorada (kommun)
La Dorada är en kommun i Colombia.   Den ligger i departementet Caldas, i den centrala delen av landet, 120 km nordväst om huvudstaden Bogotá. Antalet invånare är 72 925. Arean är 574 kvadratkilometer.
Terrängen i La Dorada är varierad.